# کوستادینیته
کوستادینیته (به بلغاری: Kostadinite) یک منطقهٔ مسکونی در بلغارستان است که در شهرستان گابروو واقع شده‌است.